# Elegeia
Elegeia était une ville de l’Arménie antique située dans la région d’Erzurum en Anatolie ; plusieurs des épisodes importants des rapports entre Rome, l’Arménie et les Parthes s’y déroulèrent.

## Localisation
La localisation exacte d’Elegeia n’est pas connue avec certitude, on la situe en général à Ilica, entre Erzurum et Askale. Elegeia se trouvait à peu près à la même latitude qu’Artaxata. Si Pline l’Ancien la plaçait sur l’Euphrate, Étienne de Byzance indique qu’Elegeia se trouvait par delà l’Euphrate et qu’elle était mentionnée dans le livre VIII des Parthica d’Arrien. Quoi qu’il en soit, Elegeia était une étape essentielle sur la route menant de Satala au cœur du royaume d’Arménie

## Histoire
En raison de sa position géographique, Elegeia dut souvent jouer un rôle important lors des confrontations entre Rome, l’Arménie et l’empire parthe ou perse. Deux épisodes importants s’y sont déroulés.
En 114, le roi Parthamasiris d’Arménie vint y rencontrer l’empereur Trajan pour y recevoir son investiture. Trajan la lui refusa, et se lança à la conquête de l’Arménie. C’est d’Elegeia aussi que Trajan dirigea à cette époque les opérations concernant les voisins septentrionaux de l’Arménie.
C’est aussi à Elegeia qu’à la fin de 161 Marcus Sedatius Severianus fut défait par l’armée parthe de Vologèse IV.